# Collegio di Blackburn
Blackburn è un collegio elettorale situato nel Lancashire, nel Nord Ovest dell'Inghilterra, e rappresentato alla Camera dei comuni del Parlamento del Regno Unito. Elegge un membro del parlamento con il sistema first-past-the-post, ossia maggioritario a turno unico; l'attuale parlamentare è Adnan Hussain, eletto come Indipendente, che rappresenta il collegio dal 2024.

## Estensione
Il collegio comprende la città di Blackburn e confina con Ribble Valley a nord, Hyndburn a sud, Rossendale and Darwen a sud e con Chorley ad ovest.
I ward da cui era composto il collegio fino al 2024 si trovavano tutti nel distretto di Blackburn with Darwen: Audley, Bastwell, Beardwood and Lammack, Corporation Park, Ewood, Higher Croft, Little Harwood, Livesey with Pleasington, Meadowhead, Mill Hill, Queen's Park, Roe Lee, Shadsworth with Whitebirk, Shear Brow e Wensley Fold.
A partire dal 2024 il collegio è costituito dai seguenti ward: Audley and Queen’s Park, Bastwell and Daisyfield, Billinge and Beardwood. Blackburn Central,  Blackburn South East,  Ewood,  Little Harwood and Whitebirk, Livesey with Pleasington Mill Hill and Moorgate, Roe Lee, Shear Brow and Corporation Park e Wensley Fold, tutti facenti parte del distretto di Blackburn with Darwen.

## Membri del parlamento
| Elezione | Primo deputato     | Primo deputato   | Primo partito    | Secondo deputato         | Secondo deputato    | Secondo partito  |
| -------- | ------------------ | ---------------- | ---------------- | ------------------------ | ------------------- | ---------------- |
| 1832     |                    | William Feilden  | Liberale         |                          | William Turner      | Liberale         |
| 1841     |                    | William Feilden  | Conservatore     |                          | John Hornby         | Conservatore     |
| 1847     |                    | James Pilkington | Liberale         |                          | John Hornby         | Conservatore     |
| 1852     |                    | James Pilkington | Liberale         | William Eccles           | Liberale            |                  |
| 1853 (S) | Joseph Feilden     | James Pilkington | Liberale         |                          | Liberale            |                  |
| 1857     |                    | James Pilkington | Liberale         | William Henry Hornby     | Conservatore        |                  |
| 1865     |                    | Joseph Feilden   | Conservatore     | William Henry Hornby     | Conservatore        |                  |
| 1869 (S) | Henry Feilden      | Edward Hornby    | Conservatore     |                          | Conservatore        |                  |
| 1874     | Henry Feilden      |                  | Conservatore     | William Edward Briggs    | Liberale            |                  |
| 1875 (S) | Daniel Thwaites    |                  | Conservatore     | William Edward Briggs    | Liberale            |                  |
| 1880     | William Coddington |                  | Conservatore     | William Edward Briggs    | Liberale            |                  |
| 1885     | William Coddington |                  | Conservatore     | Robert Peel              | Conservatore        |                  |
| 1886     | William Coddington | William Hornby   | Conservatore     |                          | Conservatore        |                  |
| 1906     |                    | William Hornby   | Philip Snowden   | Laburista                | Conservatore        |                  |
| Gen 1910 |                    | Thomas Barclay   | Philip Snowden   | Laburista                | Liberale            |                  |
| Dic 1910 | Henry Norman       |                  | Philip Snowden   | Laburista                | Liberale            |                  |
| 1918     | Henry Norman       |                  | Percy Dean       | Coalizione Conservatrice | Coalizione Liberale |                  |
| 1922     | Henry Norman       | Sydney Henn      | Conservatore     |                          | Nazionale Liberale  |                  |
| 1923     |                    | Sydney Henn      | Conservatore     | John Duckworth           | Liberale            |                  |
| 1929     |                    | Thomas Gill      | Laburista        |                          | Mary Agnes Hamilton | Laburista        |
| 1931     |                    | George Elliston  | Conservatore     |                          | W. D. Smiles        | Conservatore     |
| 1945     |                    | John Edwards     | Laburista        |                          | Barbara Castle      | Laburista        |
| 1950     | Collegio abolito   | Collegio abolito | Collegio abolito | Collegio abolito         | Collegio abolito    | Collegio abolito |

| Elezione | Elezione   | Deputato       | Partito      |
| -------- | ---------- | -------------- | ------------ |
|          | 1955       | Barbara Castle | Laburista    |
| 1979     | Jack Straw |                | Laburista    |
|          | Jack Straw | 2015           | Indipendente |
|          | 2015       | Kate Hollern   | Laburista    |
|          | 2024       | Adnan Hussain  | Indipendente |

## Elezioni

### Elezioni negli anni 2020
| Partito                    | Partito                                           | Candidato                  | Risultati 4 luglio | Risultati 4 luglio |
| Partito                    | Partito                                           | Candidato                  | Voti               | %                  |
| -------------------------- | ------------------------------------------------- | -------------------------- | ------------------ | ------------------ |
|                            | Indipendente                                      | Adnan Hussain              | 10 518             | 27,05              |
|                            | Laburista                                         | Kate Hollern               | 10 386             | 26,71              |
|                            | Workers                                           | Craig Murray               | 7 105              | 18,27              |
|                            | Reform UK                                         | Tommy Temperley            | 4 844              | 12,46              |
|                            | Conservatore                                      | Jamie McGowan              | 3 474              | 8,93               |
|                            | Verde                                             | Denise Morgan              | 1 416              | 3,64               |
|                            | Lib Dem                                           | Adam Waller-Slack          | 689                | 1,77               |
|                            | Indipendente                                      | Altaf Patel                | 369                | 0,95               |
|                            | Indipendente                                      | Natasha Shah               | 86                 | 0,22               |
|                            |                                                   |                            |                    |                    |
| Iscritti                   | Iscritti                                          | Iscritti                   | 73 259             | 100,00             |
| ↳ Votanti (% su iscritti)  | ↳ Votanti (% su iscritti)                         | ↳ Votanti (% su iscritti)  | 38 887             | 53,08              |
| ↳ Astenuti (% su iscritti) | ↳ Astenuti (% su iscritti)                        | ↳ Astenuti (% su iscritti) | 34 372             | 46,92              |
|                            |                                                   |                            |                    |                    |
|                            | Esito: collegio passa da Laburista a Indipendente |                            |                    |                    |

### Elezioni negli anni 2010
| Partito                    | Partito                                | Candidato                  | Risultati 12 dicembre 2019 | Risultati 12 dicembre 2019 |
| Partito                    | Partito                                | Candidato                  | Voti                       | %                          |
| -------------------------- | -------------------------------------- | -------------------------- | -------------------------- | -------------------------- |
|                            | Laburista                              | Kate Hollern               | 29 040                     | 64,91                      |
|                            | Conservatore                           | Claire Gill                | 10 736                     | 24,00                      |
|                            | Brexit                                 | Rick Moore                 | 2 770                      | 6,19                       |
|                            | Lib Dem                                | Beth Waller-Slack          | 1 130                      | 2,53                       |
|                            | Verdi                                  | Reza Hossain               | 741                        | 1,66                       |
|                            | Indipendente                           | Rizwan Shah                | 319                        | 0,71                       |
|                            |                                        |                            |                            |                            |
| Iscritti                   | Iscritti                               | Iscritti                   | 71 234                     | 100,00                     |
| ↳ Votanti (% su iscritti)  | ↳ Votanti (% su iscritti)              | ↳ Votanti (% su iscritti)  | 44 736                     | 62,80                      |
| ↳ Astenuti (% su iscritti) | ↳ Astenuti (% su iscritti)             | ↳ Astenuti (% su iscritti) | 26 498                     | 37,20                      |
|                            |                                        |                            |                            |                            |
|                            | Esito: collegio confermato a Laburista |                            |                            |                            |

| Partito                    | Partito                                | Candidato                  | Risultati 8 giugno 2017 | Risultati 8 giugno 2017 |
| Partito                    | Partito                                | Candidato                  | Voti                    | %                       |
| -------------------------- | -------------------------------------- | -------------------------- | ----------------------- | ----------------------- |
|                            | Laburista                              | Kate Hollern               | 33 148                  | 69,77                   |
|                            | Conservatore                           | Bob Eastwood               | 12 780                  | 26,90                   |
|                            | Indipendente                           | Duncan Miller              | 875                     | 1,84                    |
|                            | Lib Dem                                | Irfan Ahmed                | 709                     | 1,49                    |
|                            |                                        |                            |                         |                         |
| Iscritti                   | Iscritti                               | Iscritti                   | 70 702                  | 100,00                  |
| ↳ Votanti (% su iscritti)  | ↳ Votanti (% su iscritti)              | ↳ Votanti (% su iscritti)  | 47 512                  | 67,20                   |
| ↳ Astenuti (% su iscritti) | ↳ Astenuti (% su iscritti)             | ↳ Astenuti (% su iscritti) | 23 190                  | 32,80                   |
|                            |                                        |                            |                         |                         |
|                            | Esito: collegio confermato a Laburista |                            |                         |                         |

| Partito                    | Partito                                | Candidato                  | Risultati 7 maggio 2015 | Risultati 7 maggio 2015 |
| Partito                    | Partito                                | Candidato                  | Voti                    | %                       |
| -------------------------- | -------------------------------------- | -------------------------- | ----------------------- | ----------------------- |
|                            | Laburista                              | Kate Hollern               | 24 762                  | 56,28                   |
|                            | Conservatore                           | Bob Eastwood               | 12 002                  | 27,28                   |
|                            | UKIP                                   | Dayle Taylor               | 6 280                   | 14,27                   |
|                            | Lib Dem                                | Gordon Lishman             | 955                     | 2,17                    |
|                            |                                        |                            |                         |                         |
| Iscritti                   | Iscritti                               | Iscritti                   | 73 251                  | 100,00                  |
| ↳ Votanti (% su iscritti)  | ↳ Votanti (% su iscritti)              | ↳ Votanti (% su iscritti)  | 43 999                  | 60,07                   |
| ↳ Astenuti (% su iscritti) | ↳ Astenuti (% su iscritti)             | ↳ Astenuti (% su iscritti) | 29 252                  | 39,93                   |
|                            |                                        |                            |                         |                         |
|                            | Esito: collegio confermato a Laburista |                            |                         |                         |

| Partito                    | Partito                                | Candidato                  | Risultati 6 maggio 2010 | Risultati 6 maggio 2010 |
| Partito                    | Partito                                | Candidato                  | Voti                    | %                       |
| -------------------------- | -------------------------------------- | -------------------------- | ----------------------- | ----------------------- |
|                            | Laburista                              | Jack Straw                 | 21 751                  | 47,81                   |
|                            | Conservatore                           | Michael Law-Riding         | 11 895                  | 26,14                   |
|                            | Lib Dem                                | Paul English               | 6 918                   | 15,20                   |
|                            | BNP                                    | Robin Evans                | 2 158                   | 4,74                    |
|                            | Indipendente                           | Bushra Irfan               | 1 424                   | 3,13                    |
|                            | UKIP                                   | Bobby Anwar                | 942                     | 2,07                    |
|                            | Indipendente                           | Grace Astley               | 238                     | 0,52                    |
|                            | Indipendente                           | Janis Sharp                | 173                     | 0,38                    |
|                            |                                        |                            |                         |                         |
| Iscritti                   | Iscritti                               | Iscritti                   | 72 331                  | 100,00                  |
| ↳ Votanti (% su iscritti)  | ↳ Votanti (% su iscritti)              | ↳ Votanti (% su iscritti)  | 45 499                  | 62,90                   |
| ↳ Astenuti (% su iscritti) | ↳ Astenuti (% su iscritti)             | ↳ Astenuti (% su iscritti) | 26 832                  | 37,10                   |
|                            |                                        |                            |                         |                         |
|                            | Esito: collegio confermato a Laburista |                            |                         |                         |

### Elezioni negli anni 2000
| Partito                    | Partito                                | Candidato                  | Risultati 5 maggio 2005 | Risultati 5 maggio 2005 |
| Partito                    | Partito                                | Candidato                  | Voti                    | %                       |
| -------------------------- | -------------------------------------- | -------------------------- | ----------------------- | ----------------------- |
|                            | Laburista                              | Jack Straw                 | 17 562                  | 42,01                   |
|                            | Conservatore                           | Imtiaz Ameen               | 9 553                   | 22,85                   |
|                            | Lib Dem                                | Tony Melia                 | 8 608                   | 20,59                   |
|                            | BNP                                    | Nicholas Holt              | 2 263                   | 5,41                    |
|                            | Indipendente                           | Craig Murray               | 2 082                   | 4,98                    |
|                            | UKIP                                   | Dorothy Baxter             | 954                     | 2,28                    |
|                            | Verdi                                  | Graham Carter              | 783                     | 1,87                    |
|                            |                                        |                            |                         |                         |
| Iscritti                   | Iscritti                               | Iscritti                   | 72 707                  | 100,00                  |
| ↳ Votanti (% su iscritti)  | ↳ Votanti (% su iscritti)              | ↳ Votanti (% su iscritti)  | 41 805                  | 57,50                   |
| ↳ Astenuti (% su iscritti) | ↳ Astenuti (% su iscritti)             | ↳ Astenuti (% su iscritti) | 30 902                  | 42,50                   |
|                            |                                        |                            |                         |                         |
|                            | Esito: collegio confermato a Laburista |                            |                         |                         |

| Partito                    | Partito                                | Candidato                  | Risultati 7 giugno 2001 | Risultati 7 giugno 2001 |
| Partito                    | Partito                                | Candidato                  | Voti                    | %                       |
| -------------------------- | -------------------------------------- | -------------------------- | ----------------------- | ----------------------- |
|                            | Laburista                              | Jack Straw                 | 21 808                  | 54,14                   |
|                            | Conservatore                           | John Cotton                | 12 559                  | 31,18                   |
|                            | Lib Dem                                | Imtiaz Patel               | 3 264                   | 8,10                    |
|                            | UKIP                                   | Dorothy Baxter             | 1 185                   | 2,94                    |
|                            | Laburista Socialista                   | Terry Cullen               | 559                     | 1,39                    |
|                            | Alleanza Socialista                    | Jim Nichol                 | 532                     | 1,32                    |
|                            | Indipendente                           | Paul Morris                | 377                     | 0,94                    |
|                            |                                        |                            |                         |                         |
| Iscritti                   | Iscritti                               | Iscritti                   | 72 611                  | 100,00                  |
| ↳ Votanti (% su iscritti)  | ↳ Votanti (% su iscritti)              | ↳ Votanti (% su iscritti)  | 40 284                  | 55,48                   |
| ↳ Astenuti (% su iscritti) | ↳ Astenuti (% su iscritti)             | ↳ Astenuti (% su iscritti) | 32 327                  | 44,52                   |
|                            |                                        |                            |                         |                         |
|                            | Esito: collegio confermato a Laburista |                            |                         |                         |

## Risultati dei referendum

### Referendum sulla permanenza del Regno Unito nell'Unione europea del 2016
|             | Collegio  | Lasciare UE % | Rimanere in UE % |
| ----------- | --------- | ------------- | ---------------- |
|             | Blackburn | 53,7%         | 46,3%            |
| Inghilterra | 53,3%     | 46,7%         |                  |
| Regno Unito | 51,9%     | 48,1%         |                  |